# A. C. Gilbert Company
A. C. Gilbert Company — американская компания, когда-то одна из крупнейших в мире, которая создала металлический конструктор Erector Set.

## История
Сначала известное как Mysto Manufacturing Company, предприятие было основано в 1909 году в Уэствилле, штат Коннектикут, спортсменом, фокусником и предпринимателем Альфредом Карлтоном Гилбертом и его другом Джоном Петри (John Petrie), чтобы поставлять материалы для магических шоу. Их наборы фокусников «Mysto Magic» для подростков продавались до 1950-х годов.
В 1911 году Гилберт, вдохновленный железнодорожными балками, которые использовались на железной дороге New York, New Haven and Hartford Railroad в проекте электрификации магистральной линии, изобрёл конструкторскую игрушку Erector Set. Гилберт вместе с женой сначала разработали картонные прототипы, чтобы получить нужные размеры и геометрию для сборных балок, и представили в 1911 году свой конструкторский набор под названием Mysto Erector Structural Steel Builder на Ярмарке игрушек в Нью-Йорке. В 1916 году название компании было изменено с Mysto Manufacturing Company на A. C. Gilbert Company.
В 1920 году компания начала продавать ламповые радиоприемники, разработанные радиолюбителем Кларенсом Туска, а в следующем году, чтобы повысить интерес к радио, начала выпускать радиостанцию WCJ, которая стала первой радиовещательной станцией, получившей лицензию на использование в штате Коннектикут. Но из-за патентного спора с компанией Westinghouse Electric & Manufacturing Company выпуск WCJ был прекращён в конце 1922 года.
Начиная с 1922 года A. C. Gilbert Company производила химические наборы различных размеров, а также аналогичные наборы для других начинающих учёных, включая исследование радиоактивности в 1950-х годах с помощью набора, где имелся счётчик Гейгера и радиоактивные образцы. В 1929 году Альфред Гилберт купил американскую компанию, производившую конструкторы Meccano, и продолжал их производство под названием «American Meccano» до 1938 года. В 1934 году компания начала производить наборы для микроскопов. А в 1938 году Гилберт купил компанию American Flyer, выпускавшую игрушечные железные дороги. С началом Второй мировой войны практически все американские компании, независимо от того, что они изначально производили, перешли на производство продукции военного применения: A. C. Gilbert Company с 1942 года производила оборудование для военных самолётов.
Компания Альфреда Гилберта был крупнейшим работодателем в Нью-Хейвене с начала 1930-х до конца 1950-х годов — на ней трудилось до 5000 сотрудников в три смены на производственном предприятии Sound Street Manufacturing. Предприятие расширило спектр своей продукции выпуская товары для дома и мелкую бытовую технику, включая миксеры, настольные вентиляторы, тостеры, плиты и духовки, а также стиральные машины.
Дела в компании пошли на спад после смерти её основателя в 1961 году. Семья Гилберта продала свои акции новым владельцам, которые не смогли сохранить её прибыльность. Конструктор Erector был продан компании Gabriel Industries, American Flyer — компании  Lionel. в 1967 году A. C. Gilbert Company прекратила своё существование.
Коллекция продукции A. C. Gilbert Company представлена в музее Музее Эли Уитни в Хамдене, штат Коннектикут. Ещё одна экспозиция игрушек Альфреда Гилберта находится в A. C. Gilbert's Discovery Village в Сейлеме, штат Орегон.